# The Parent's Assistant

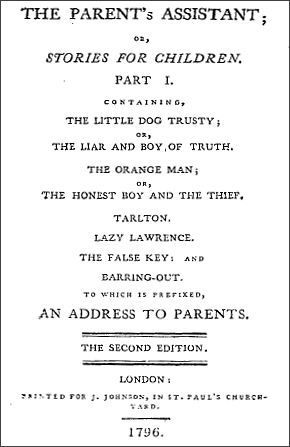
Couverture de la Seconde Edition.

The Parent's Assistant (littéralement L'Auxiliaire du parent) est le premier recueil d'histoires pour enfants de Maria Edgeworth, publié par Joseph Johnson en 1796.

## Contenu des diverses éditions
La première édition en comportait six histoires : Lazy Lawrence, Tarlton, The Little Dog Trusty, The Orange Man, The False Key et The Barring Out. 
Lors des éditions suivantes, d'autres contes sont venus s'ajouter aux premiers, en particulier The Purple Jar, et une pièce pour enfants, Old Poz. L'édition américaine de 1865 contenait les histoires suivantes : Lazy Lawrence, Tarlton, The False Key, The Birthday Present, Simple Susan, The Bracelets, The Little Merchants, Old Poz, The Mimic, Mademoiselle Panache, The Basket Woman, The White Pigeon, The Orphans, Waste Not, Want Not, Forgive and Forget, The Barring Out, or Party Spirit, et Eton Montem.

## Morale des contes
Les contes pour enfants de Maria Edgeworth étaient tenus en haute estime par Jane Austen, du fait de leur souci de préparer les enfants au monde réel de l'économie de marché qui se développe alors en Angleterre. Pour cela, Maria Edgeworth analyse la valeur marchande des objets qui peuvent faire rêver les enfants en la comparant à leur valeur d'usage réelle. 
Ainsi, dans Lazy Lawrence (Laurent le paresseux), de jolis coquillages et de belles pierres peuvent être vendus comme éléments décoratifs, contribuant ainsi à sauver les finances familiales. Dans The Purple Jar, Rosalind, fascinée par une bouteille d'eau colorée qu'elle aperçoit à la devanture d'une boutique, l'achète en lieu et place des chaussures dont elle a besoin. Dans The Bracelets, les cadeaux n'apparaissent que comme un moyen peu coûteux de s'assurer la reconnaissance des autres.
Enfin, dans Simple Susan, l'héroïne, Susan Price, âgée de treize ans environ, se trouve confrontée à la ruine de sa famille, alors que sa mère est gravement malade et son père sur le mois d'être enrôlé dans l'armée. En désespoir de cause, elle finit par vendre au boucher du village le petit agneau que sa mère lui a offert ; il finira sur la table du châtelain des lieux.